# Hietzing
Hietzing () è il tredicesimo distretto di Vienna, in Austria ed è situato nella periferia ovest della città.